# Museo dell'Opera del Duomo (Florencie)
Museo dell´Opera del Duomo uchovává umělecká díla nejen ze Santa Maria del Fiore, baptisteria a zvonice.

## Poloha
Museum se nachází ve Florencii, na Piazza del Duomo.

## Historie
Od středověku se na místě muzea nalézaly kamenické dílny a skladiště materiálu. Právě na nádvoří těchto dílen tesal mladý Michelangelo slavného Davida.
Muzeum bylo otevřeno roku 1891. Důvodem pro jeho zřízení byla snaha zpřístupnit veřejnosti zpěvácké tribuny Luccy della Robbia a Donatella. Postupem času se sbírka rozrůstala o další předměty: sochy, malby, nástroje a dokumentaci. Expozice byla před časem přestavěna do nové podoby.

## Sbírky

### Sochy
- Arnolfo di Cambio
  - Svatá Reparata – kolem roku 1290, mramorová, 142 centimetrů vysoká socha ze staré fasády katedrály
  - Madona se skleněnýma očima

- Donatello

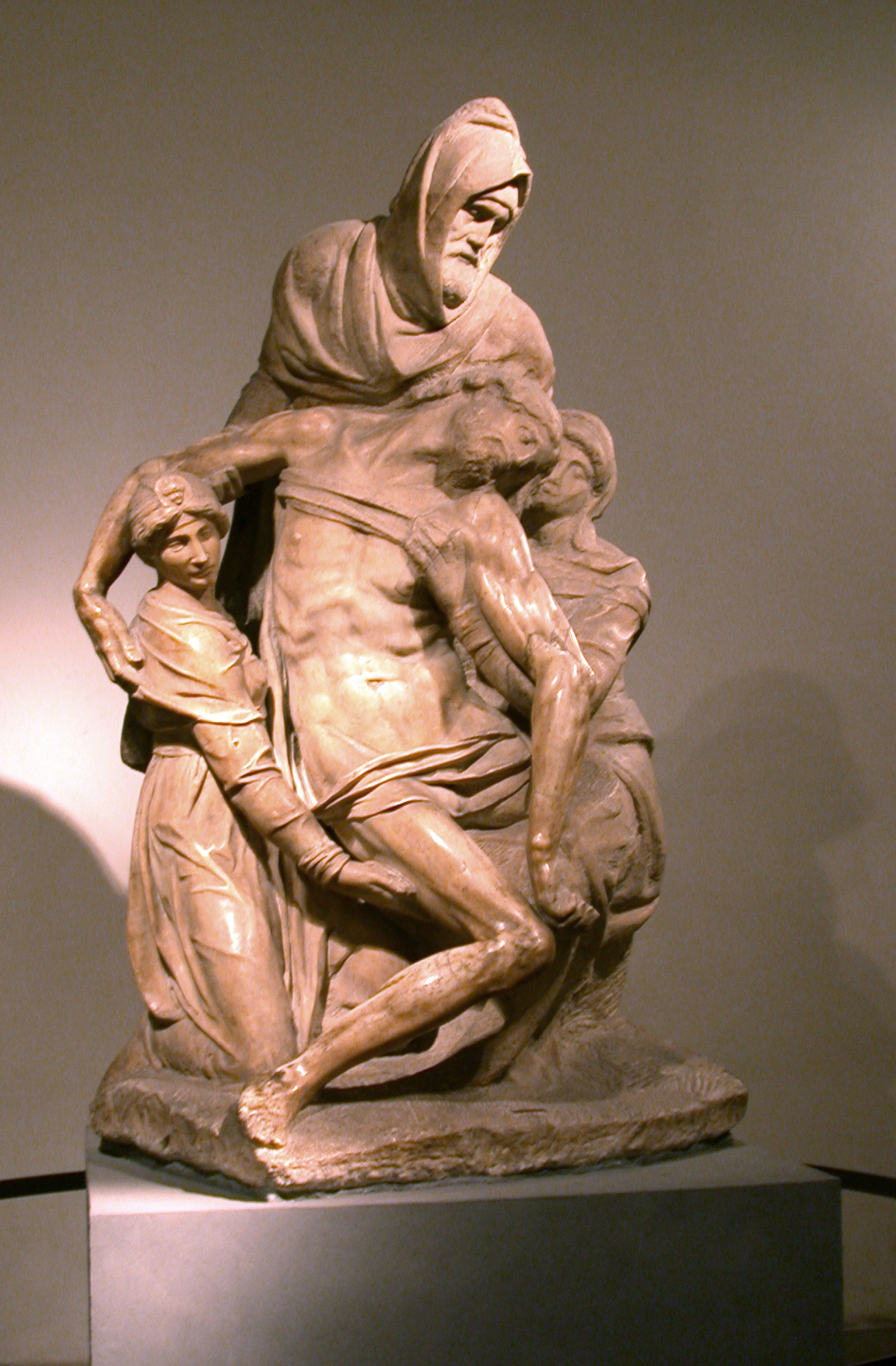
Pieta

  - Řečník se svitkem – 1415 až 1418; mramorová, 190 centimetrů vysoká socha
  - Zuccone – mramorová socha řečníka Habakkuka
  - Máří Magdaléna – 1455; dřevěná, polychromovaná, 188 centimetrů vysoká socha, původně určená pro baptisterium
  - Svatý Jan – jeden ze čtyř evangelistů ze zbořené fasády dómu
- Michelangelo Buonarroti
  - Pieta – 1550; mramorové sousoší bylo původně určeno pro Michelangelovu hrobku. Pro problémy s materiálem je sochař nikdy nedodělal. Dokončil jej jeho žák Tiberio Calcagni. Pieta byla umístěna v dómu do roku 1981.

### Panely Rajské brány z baptisteria

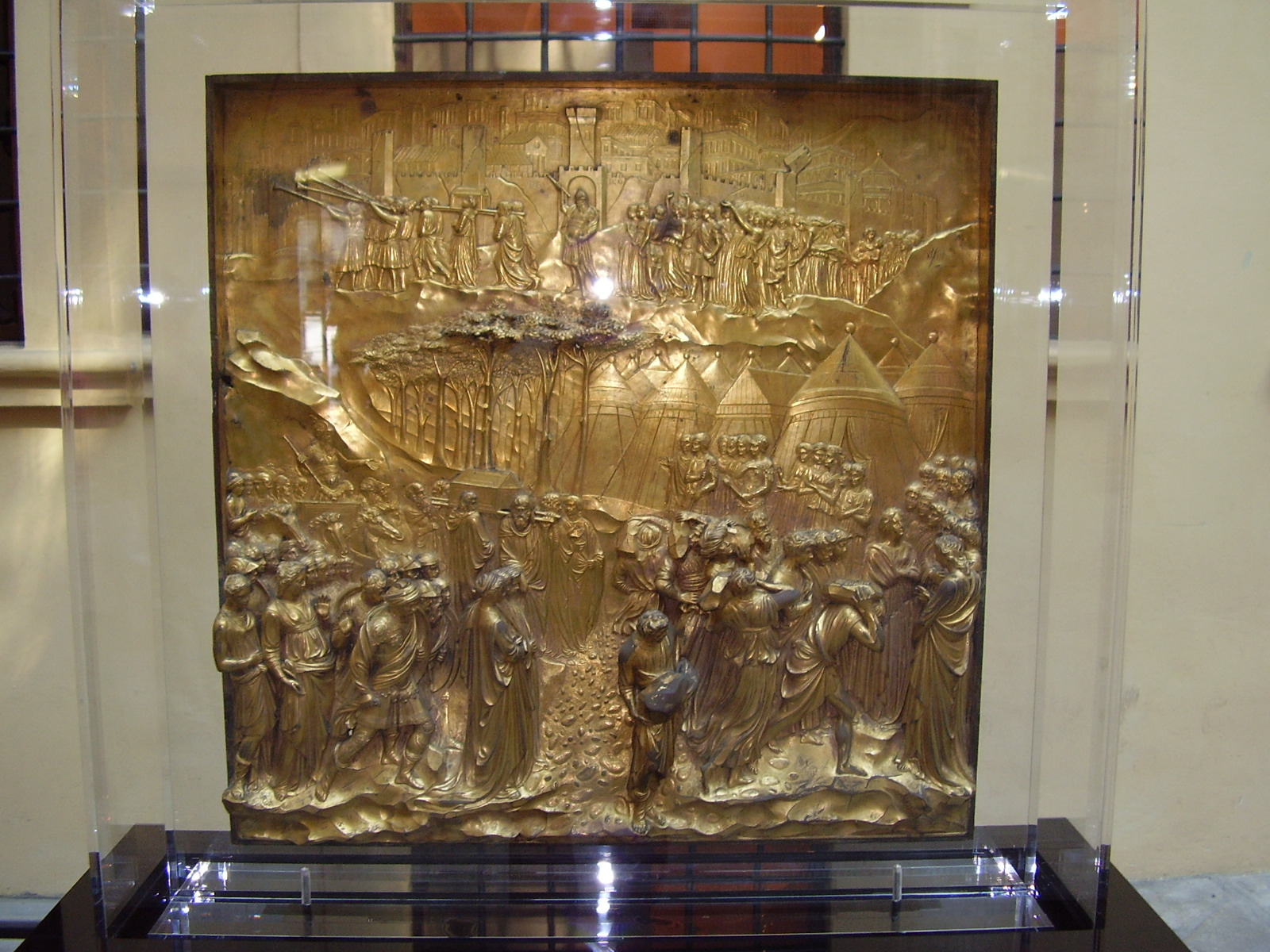
Bitva u Jericha

V muzeu jsou uloženy originální pozlacené panely z dveří baptisteria Lorenza Ghiberti, každý o rozměru 80 krát 80 centimetrů.
1. Vyhnání Adama a Evy z ráje
2. Zabití Ábela Kainem
3. Obětování Noeho
4. Obětování Izáka
5. Jákob a Ezau
6. Prodání Josefa do otroctví
7. Mojžíš obdržel Desatero přikázání
8. Pád Jericha
9. Davidova bitva
10. Šalomoun a královna ze Sáby

### Zpěvácké tribuny
- Lucca della Robbia – mramorová tribuna o rozměrech 328 na 560 centimetrů, vytvořená v letech 1431 až 1438
- Donatello – mramorová tribuna o rozměrech 348 na 570 centimetrů, vytvořená v letech 1433 až 1438

Obě tribuny byly odstraněny před svatbou Ferdinanda de´Medici a Violanty Bavorské.

### Ostatní
- mramorové reliéfy ze zvonice od Andrey Pisana, Luccy della Robbia a Alberta Arnoldi
- nástroje používané dělníky při stavbě katedrály
- etruské a římské reliéfy a sarkofágy
- kopie původní fasády katedrály